# جيف بوكانان
جيف بوكانان هو لاعب هوكي الجليد كندي، ولد في 23 مايو 1971 في سويفت كورنت في كندا.

## وصلات خارجية
- جيف بوكانان على موقع دوري الهوكي الوطني (الإنجليزية)
- جيف بوكانان على موقع EliteProspects.com (الإنجليزية)
- جيف بوكانان على موقع HockeyDB.com (الإنجليزية)
- جيف بوكانان على موقع Hockey-Reference.com (الإنجليزية)